# Franks Field (Wisconsin)
Franks Field es un lugar designado por el censo ubicado en el condado de Ashland en el estado estadounidense de Wisconsin. En el Censo de 2010 tenía una población de 154 habitantes y una densidad poblacional de 46,97 personas por km².

## Geografía
Franks Field se encuentra ubicado en las coordenadas 46°33′8″N 90°35′56″O / 46.55222, -90.59889. Según la Oficina del Censo de los Estados Unidos, Franks Field tiene una superficie total de 3.28 km², de la cual 3.28 km² corresponden a tierra firme y (0%) 0 km² es agua.

## Demografía
Según el censo de 2010, había 154 personas residiendo en Franks Field. La densidad de población era de 46,97 hab./km². De los 154 habitantes, Franks Field estaba compuesto por el 11.04% blancos, el 0.65% eran afroamericanos, el 85.71% eran amerindios, el 0% eran asiáticos, el 0% eran isleños del Pacífico, el 0% eran de otras razas y el 2.6% pertenecían a dos o más razas. Del total de la población el 4.55% eran hispanos o latinos de cualquier raza.